# 장녹수 (드라마)
《장녹수》는 1995년 1월 2일부터 1995년 6월 27일까지 방영된 사극으로 한국방송공사 월화드라마 작품이다.

## 제작
- 극본: 정하연
- 연출: 이영국
- 해설: 김종성

## 등장 인물
주요 인물
- 유동근 (아역: 주한울) - 연산군 역
- 박지영 (아역: 김민정) - 숙용 장씨 역

왕실
- 현석 - 성종(연산군의 아버지) 역
- 반효정 - 덕종 비 소혜왕후 한씨(성종의 모후) 역
- 최은숙 - 예종 계비 안순왕후 한씨(제안대군의 모후) 역
- 박영귀 - 성종 제2계비 정현왕후 윤씨(중종의 모후) 역
- 최선아 - 연산군 부인 폐비 신씨 역
- 이혜원 - 수근 부인(중종의 첫 부인 단경왕후 신씨의 모친) 역
- 신귀식 - 월산대군 이정(성종의 동복 친형) 역
- 양미경 - 승평부대부인 박씨(월산대군의 부인) 역
- 백윤식 - 제안대군 이현(성종의 친가 사촌 종제) 역
- 이상숙 - 상산부부인 상산 김씨(제안대군의 부인) 역
- 이영호 - 안양군(연산군의 배다른 서제) 역
- 이용진 - 봉안군(연산군의 배다른 서제) 역
- 정복임 - 귀인 정씨(성종 측실) 역
- 추영미 - 귀인 엄씨(성종 측실) 역
- 주현우 - 폐세자 이황(연산군 아들) 역
- 박 지아니 - 중종(연산군의 배다른 적제) 역
- 서갑숙 - 현숙공주(제안대군의 동복 누나) 역
- 박윤선 - 휘숙옹주(연산군의 배다른 서얼 누이동생) 역
- 김상순 - 익성부원군 홍응(소혜왕후 한씨의 직계 사돈. 1492년에 향년 65세로 서거.) 역
- 한진희 - 문양군 이계윤(태조의 배다른 아우 의안군의 직계 증손. 1489년에 향년 59세로 서거.) 역
- 박영규 - 정양군 이순(중모현주 이씨 부인의 친정 아우. 1492년에 향년 51세로 서거.) 역

대신들
- 이한승 - 성준 역
- 양영준 - 신승선(중모현주 이씨 부인의 부군) 역
- 백인철 - 유자광 역
- 이신재 - 허침 역
- 이종만 - 유순 역
- 안대용 - 조지서 역
- 하대경 - 김수동 역
- 임병기 - 신수근 역
- 최정훈 - 한치형 역
- 김창봉 - 이극돈 역
- 한정국 - 성희안 역
- 황민 - 신윤무 역
- 김경하 - 유순정 역
- 이영후 - 임사홍 역
- 이희도 - 임숭재 역
- 이운우 - 임광재 역
- 안종국 - 박숭질 역
- 이동준 - 박원종 역
- 이일재 - 김효손 역

기타
- 김영옥 - 장흥부부인 고령 신씨 역
- 권미혜 - 임영대군 여식 중모현주 전주 이씨 부인(신승선의 배우자) 역
- 안영주 - 양녕대군 서녀 부부인 전주 이씨(한치형의 사별 초배 부인) 역
- 연운경 - 부부인 단양 우씨(한치형의 재혼 계배 부인) 역
- 이낙훈 - 내관 김처선 역
- 정호근 - 내관 김자원 역
  - 문혁 - 어린 김자원 역
- 정재순 - 박상궁 역
- 장희진 - 최상궁 역
- 강만희 - 자원양부 역
- 박정웅 - 원로내관 역
- 박웅 - 장생원 역
- 김을동 - 장생원 부인 역
- 김상훈 - 김감 역
- 조은덕 - 산월 역
- 최용욱 - 산월 아버지 역
- 고승우 - 돌석이 역
- 김태형 - 돌쇠 역
- 이영선 - 내시 김달천 역
- 정진화 - 원로 내관 원정우 역
- 최상길 - 원로 내관 조시무 역
- 이경실 - 개똥네 역
- 김봉근 - 녹수 이전 시아버지 역
- 서권순 - 녹수 이전 시어머니 역
- 유명순 - 매파 산파 역
- 양재만 - 마당쇠 의천 역
- 조춘 - 도자장 주인 역
- 김형자 - 은덕이(김자원 내관의 생모 천출 행주 기씨) 역
- 박현정 - 귀봉이(김자원 내관의 배다른 서얼 이모 천출 행주 기씨) 역
- 배도환 - 낙순이(한때 장녹수가 속한 사당패의 모가비) 역
- 윤성국 - 곰팽이쇠 역
- 백경미 - 분희(녹수 어머니) 역
- 신원균 - 하인 역
- 류복녀 - 아낙 1 역
- 강영아 - 아낙 2 역
- 김지영 - 늙은아낙 월진 역
- 김선영 - 기녀 수향 역
- 홍성숙 - 기녀 소춘풍 역
- 정일모 - 훈련대장 역
- 조재훈 - 훈련대 무사 황덕진 역
- 김윤형 - 포도대장 역
- 민복기 - 기녀 초향 역
- 문윤선 - 기녀 미향 역
- 오영순 - 기녀 음덕 역
- 김성희 - 기녀 원화 역
- 정민경 - 기녀 은월 역
- 이효정 - 기녀 옥진 역
- 윤손하 - 기녀 송화 역
- 곽정희 - 기녀 영금 역
- 김소이 - 기녀 전향 역
- 장진희 - 기녀 소향 역
- 윤초희 - 강씨 부인 역
- 윤아 - 시녀 초희 역
- 최창호 - 마당쇠 천수 역
- 이영선 - 김 내인 역
- 이현경 - 박 내인 역
- 오수민 - 시녀 순임 역
- 이우석- 포졸/금부도사 역
- 전진우 - 마당쇠 준범 역
- 윤용덕 - 마당쇠 장정 역

## OST
- 〈장녹수〉 (노래 : 전미경, 작사 : 박성훈, 작곡 : 임택수, 편곡 : 정경천)

## 참고 사항
- 작가 정하연은 해당 드라마를 통해 처음으로 사극을 집필했으며 담당 PD 이영국은 <장녹수>로 첫 사극 연출을 맡았다.[1]
- 당초 명성황후를 주인공으로 한 드라마를 기획할 예정이었으나 엎어진 바 있었는데 당시에는 이환경 극본이었으며 강수연, 장미희, 전인화, 양금석 등이 명성황후 역 물망에 올랐다.[2]
- 결국 장녹수 이야기로 포맷을 변경했으며 연산군 역에는 손창민[3], 장녹수 역에는 박지영, 이승연, 고소영[4], 오연수[5] 등이 거론되었으나 모두 고사하자 우여곡절 끝에 박지영이 장녹수 역으로 낙점됐다.[4]
- 김규철은 김효손 역 물망에 올랐으나[6] KBS 1TV 일일드라마 《당신이 그리워질때》에서 부부로 열연한 박지영과 또다시 호흡을 맞추는 것이 부담스러워 고사했다.
- 유동근 (연산군 역)은 93년 종영된 1TV 《삼국기》이후 SBS에서 활동해 왔다가 해당 작품을 통해 KBS 복귀를 했다.[7]
- 월~목 4회 편성된 SBS 미니시리즈 <모래시계>와 경쟁할 당시 초반에는 24~28%의 시청률을 올리며 이 작품을 바짝 뒤쫓았으나, <모래시계>가 극의 몰입도를 높여가면서 50% 후반대의 시청률로 치솟자 한때 10%대로 추락하기도 했다.[8] 이 작품 종영 후 20%대로 시청률이 상승했다.
- 1995년 2월 13일 방영분에서 장녹수(박지영 분)가 저고리를 벗은 채 목욕하는 선정적인 장면을 내보냈지만 이 방송분에서는 시청률이 14%에 그쳤다.[9]
- 여러 차례 고증을 무시하여 정통사극으로 거론되기엔 아쉬움이 있었다는 혹평이 있었다.[1]
- 사극에 빈번히 등장하는 무용 장면을 찍기 위해 국내 제작 드라마 사상 최초로 유명 무용단(지희영 무용단)과 6개월간 프로그램 방영 전속계약을 맺기도 했다.[10]
- 전미경은 해당 드라마의 주제가를 불렀음에도 김재현 제작위원 등의 요청을 뿌리치지 못한 채 후속작 《서궁》의 주제가를 불렀다[11].